# Bill Freehan
William Ashley Freehan (Detroit, 29 novembre 1941 – Walloon Lake, 19 agosto 2021) è stato un giocatore di baseball statunitense.

## Carriera

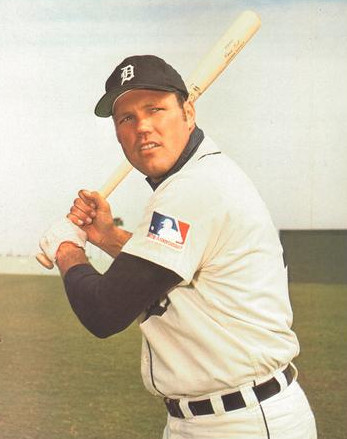
Freehan con i Tigers nel 1975

### Inizi e Minor League (MiLB)
Nato a Detroit nello stato della Michigan, Freehan crebbe nella vicina Royal Oak. Conclusa la scuola media, seguì la famiglia a St. Petersburg in Florida, poiché il padre aveva acquistato un parcheggio per roulotte nella città.
Durante le estati, Bill raggiungeva i nonni a Detroit, passandovi la stagione estiva. Si diplomò alla Bishop High School di St. Petersburg nel 1959 e si iscrisse poi all'Università del Michigan di Ann Arbor.
Firmò con i Detroit Tigers nel 1961 con un bonus alla firma di 100.000 dollari (circa 874.000 dollari del 2021).
Nello stesso anno venne schierato nella classe C, la quarta categoria, e nella classe A, la seconda categoria.

### Major League (MLB)
Freehan debuttò nella MLB il 26 settembre 1961, al Municipal Stadium di Kansas City contro i Kansas City Athletics. Schierato come Ricevitore titolare, colpì la sua prima valida ottenendo il primo RBI nel primo turno di battuta affrontato. Nella stesso partita colpì la seconda valida, nel terzo turno affrontato. Concluse la stagione con 4 partite disputate nella MLB e 77 complessive nella minor league.
Trascorse l'intera stagione 1962 nella Tripla-A della minor league.
Tornato nella MLB in aprile per l'inizio della stagione seguente, il 5 maggio 1963 contro gli Orioles, Freehan realizzò in quest'ordine: il suo primo fuoricampo, un home run da due punti, un doppio con RBI, di nuovo un home run da due punti e una base su ball. Durante la stagione venne allenato dal ex ricevitore Rick Ferrell e si alternò in campo con il compagno di squadra Gus Triandos, giocatore che venne scambiato a fine stagione.
Nel 1964 venne convocato per il suo primo di dieci consecutivi All-Star Game mentre a fine stagione 1965 venne premiato con il guanto d'oro, il primo di cinque consecutivi.
Nel 1967 batté il record, appartenuto dal 1964 a Elston Howard, di percentuale di putouts su occasioni totali con 950 su 1.021 opportunità. Nello stesso anno fu anche il giocatore della MLB a essere stato colpito più volte (20) da un lancio ed a ricevere più basi su ball intenzionali (15) dell'American League, finì inoltre terzo nella votazione per scegliere l'MVP della lega.
Nel 1968 segnò il suo record personale di home run (25) e RBI (84) in una singola stagione e incrementò il record di percentuale putouts, segnato già da lui l'anno precedente, con 971 putouts su 1.050 opportunità; primato che mantenne fino al 1997 quando venne sorpassato da Dan Wilson. In questa stagione regolare venne colpito da 24 lanci, uno in meno di quanti subiti da Kid Elberfeld nel 1911. Partecipò al primo post stagione e al suo termine divenne campione della World Series, con la vittoria dei Tigers per 4 partite a 3 sui Cardinals, infatti fu proprio Freehan a chiudere la quarta partita eliminando con una presa al volo su popup, l'ultimo battitore della squadra avversaria. Finì secondo nella votazione per scegliere l'MVP della lega, dietro solamente al compagno di squadra Denny McLain.
Nel 1972 apparve nuovamente con la squadra nel post stagione realizzando tre valide, fra cui un doppio e un fuoricampo, e tre RBI. Nel 1973 venne convocato per il suo decimo All-Star Game consecutivo.
Nel 1974 venne schierato oltre come ricevitore anche nel ruolo di prima base, disputando circa la metà delle partite in ciascun ruolo.
Nel 1975 tornò al ruolo di ricevitore e venne convocato per l'undicesima e ultima volta per l'All-Star Game. Si ritirò dal baseball professionistico alla fine alla stagione 1976.

## Carriera da allenatore
Dal 1990 al 1995, Freehan allenò la squadra dell'università del Michigan, i Michigan Wolverines, in cui militò come giocatore durante la carriera universitaria.

## Vita privata
Freehan si sposò nel 1963 con Pat.
Nel 1969 scrisse un libro "Behind the Mask", sui suoi pensieri e le sue esperienze viste dalla prospettiva del ricevitore. Dopo il ritiro, commentò le partite dei Mariners nel 1979 e 1980 e le partite dei Tigers nel 1984 e 1985.
In età avanzata gli fu diagnosticata la malattia di Alzheimer, causato secondo l'opinione della moglie dalle concussioni (Encefalopatia traumatica cronica) subite durante la sua carriera nel baseball e nel football americano durante il periodo scolastico.
È morto nel 2021 all'età di 79 anni a causa di un linfoma.

## Palmares

### Club
- World Series: 1

Detroit Tigers: 1968

### Individuale
- MLB All-Star: 11

1964-1973, 1975
- Guanti d'oro: 5

1965-1969